# Castillo de Santa Bárbara (Alicante)
Castillo de Santa Bárbara is een van oorsprong 9e-eeuws kasteel in de Spaanse stad Alicante. Het kasteel ligt op de 166 meter hoge berg Benacantil. Het kasteel is vernoemd naar Barbara van Nicomedië.
Tot 1962 werd het gebruikt als gevangenis.

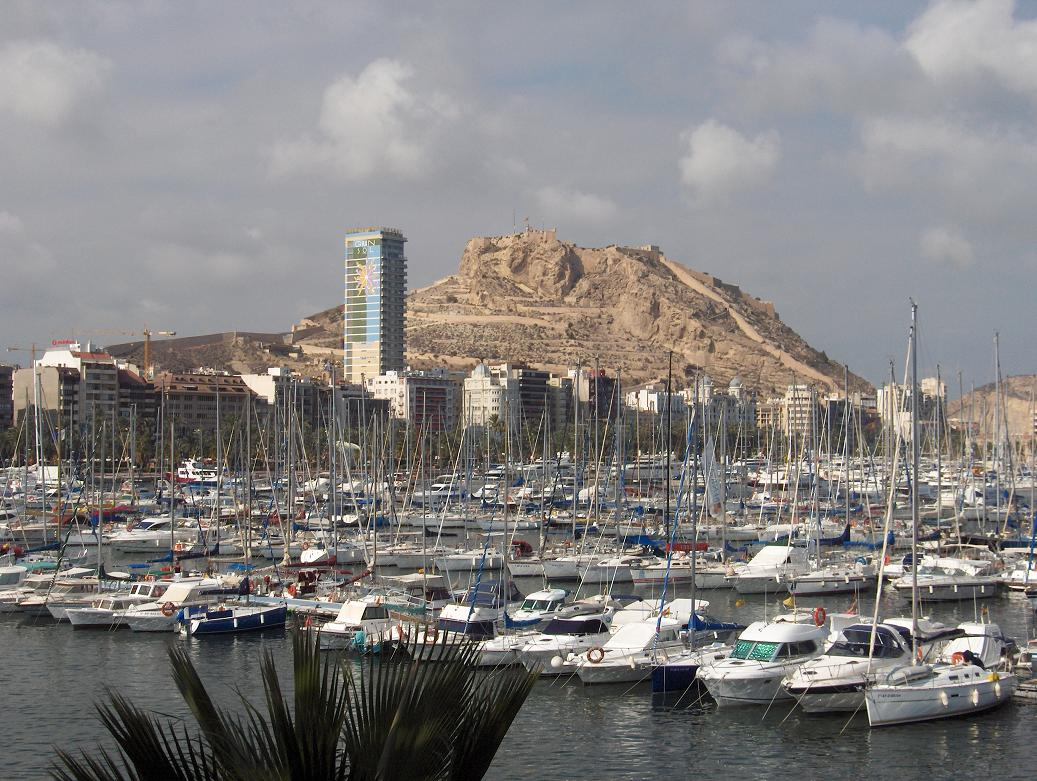
De skyline van de stad met de berg